# Драссанас

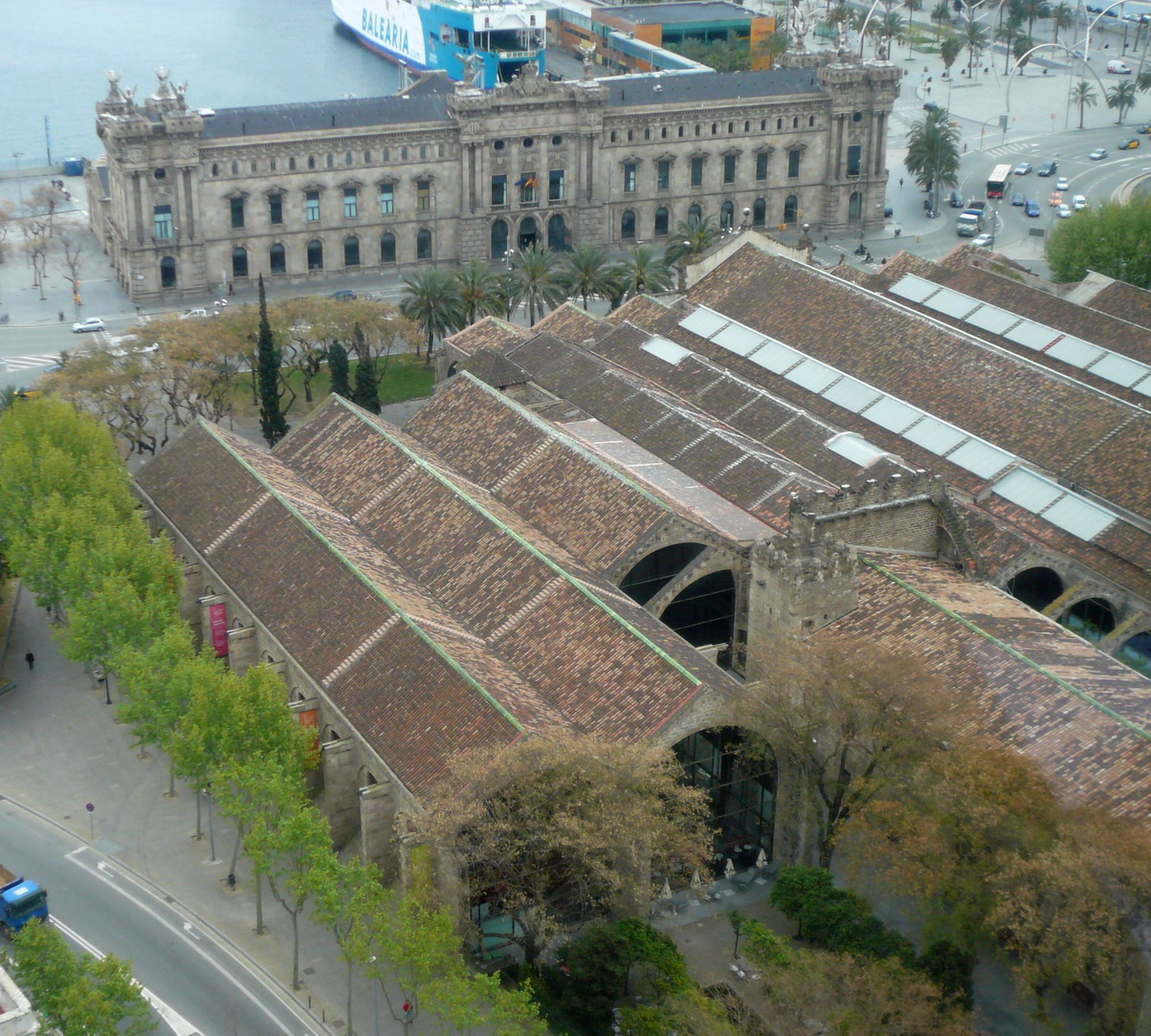
Драссанас, Барселона

Драссанас (Drassanes) — готична корабельня, збереглася в доброму стані. Один з найцікавіших архітектурних пам'яток XIV ст. Барселони.

## Історія
Корабельня була заснована в часи правління Хайме I Завойовника (XIII століття).
Будівля, що збереглася до наших днів побудована в часи правління короля Педро III Арагонського.
Одночасно на верфі могли будувати до 30 кораблів.
У Драссанасі спускалися на воду галери, що брали участь в завоюванні Тунісу і в битві при Лепанто.
В даний час в будівлі корабельні розташовується Морський музей Барселони, відкритий в 1936 році, він займає три великих нефа XIV століття.